# Campeonato Carioca de Futebol de 2005
O Campeonato Carioca de Futebol de 2005 foi a 108.ª edição da principal divisão do futebol no Rio de Janeiro
Foi nesta edição que aconteceu a primeira e única vez que uma final de turno - neste caso, da Taça Guanabara - não contou com a presença de ao menos 1 dos quatro grandes clubes da capital. Por isso, esta partida ficou conhecida como "Festa do Interior".
O Fluminense foi o campeão carioca deste ano, ao bater o Volta Redonda - campeão da Taça Guanabara - com um gol nos acréscimos.

## Primeira divisão
Comentários sobre o campeão
O título de campeão carioca 2005 foi conquistado aos 47 minutos do 2º tempo,depois de uma reação por parte do Fluminense, que, ao fazer uma péssima campanha na Taça Guanabara, somou apenas 5 pontos em 15 disputados.
Na Taça Rio,a campanha tricolor foi bem diferente. Em 8 jogos,o time conquistou 6 vitórias,1 empate e 1 derrota.
No torneio,a equipe conquistou goleadas históricas,como:
4 a 0 no América;
4 a 0 no Botafogo;
4 a 1 no Flamengo(na final da Taça Rio).
Na semifinal da Taça Rio,a qual foi eleita a partida mais emocionante da competição,o Fluminense empatou por 1 a 1 com o Vasco. Nos pênaltis,deu Fluminense.
Na final, o time goleou o Flamengo por 4 a 1.
Na 1ª partida final, o Fluminense abriu 2 a 0 nos primeiros 5 minutos, mas o Volta Redonda cresceu e virou para 4 a 2. No final da partida, o Fluminense, com Tuta, diminuiu o prejuízo para 4 a 3.
Na 2ª partida final, o Volta Redonda abriu o placar aos 9 minutos de jogo, mas o Fluminense reagiu e virou para 3 a 1, diante de 70.024 torcedores (63.762 pagantes).

### Fórmula de disputa
Os 12 participantes foram divididos em dois grupos. Na primeira fase (Taça Guanabara), os times jogaram dentro de seus grupos e os dois primeiros de cada grupo se enfrentaram numa semifinal. Os vencedores foram para a final em uma única partida. Na segunda fase (Taça Rio), os times jogaram contra os do outro grupo, embora a classificação fosse dentro de cada grupo. Os dois primeiros de cada grupo novamente se enfrentaram em semifinal e final. Os times vencedores de cada fase disputaram entre si dois jogos finais que estabelecem o campeão carioca. O último colocado foi rebaixado para a segunda divisão de 2006.

### Critérios de desempate
Para o desempate entre duas ou mais equipes seguirá a ordem definida abaixo:
- 1º - Número de vitórias
- 2º - Saldo de gols
- 3º - Gols feitos
- 4º - Confronto direto
- 5º - Sorteio

### Classificação

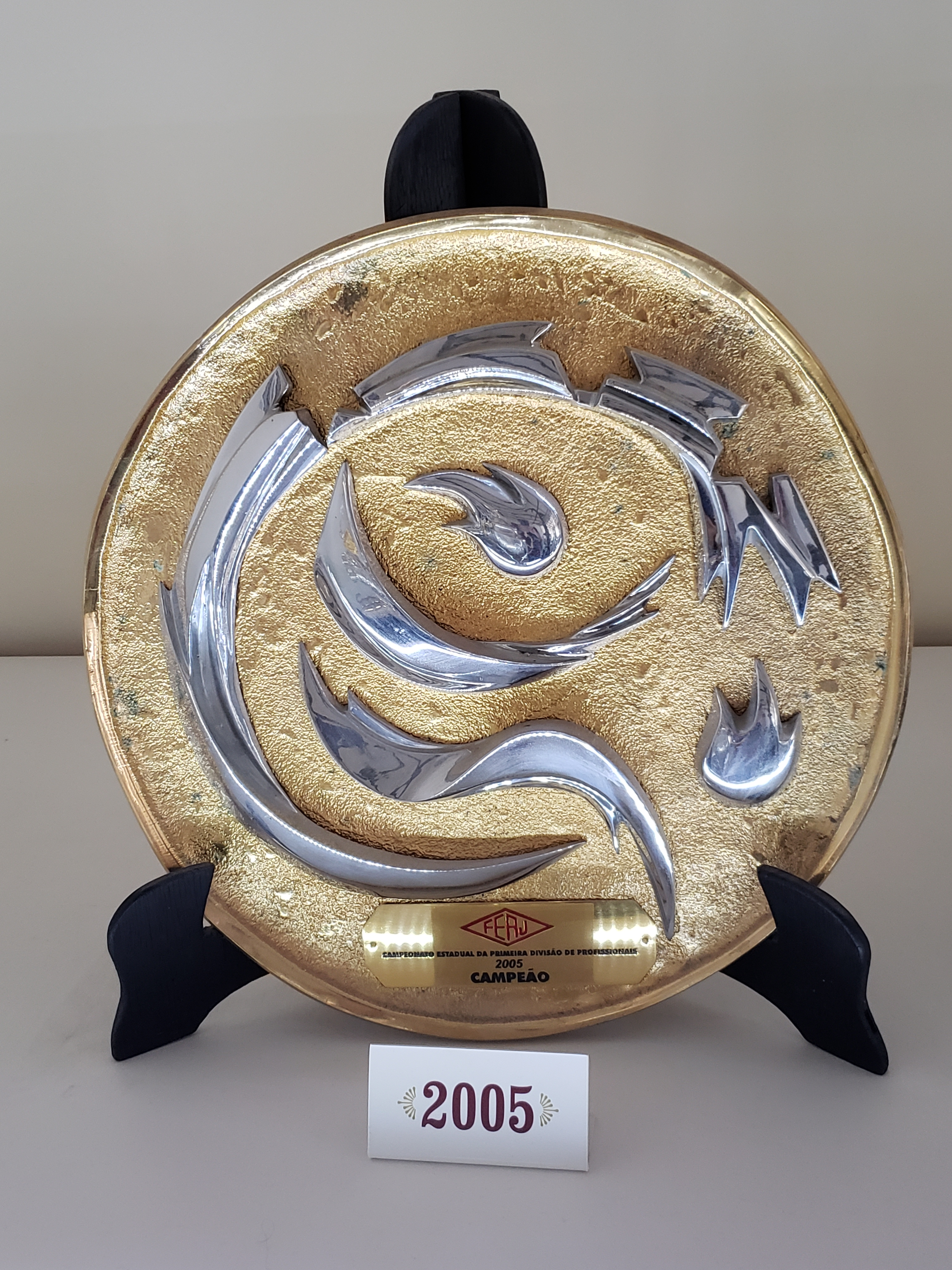
Taça do Campeonato Carioca de 2005.

#### Primeira fase (Taça Guanabara)
Grupo A
| Classificação | Classificação | Classificação | Classificação | Classificação | Classificação | Classificação | Classificação | Classificação | Classificação |
| Time | Time          | PG            | J             | V             | E             | D             | GP            | GC            | SG            |
| --- | ------------- | ------------- | ------------- | ------------- | ------------- | ------------- | ------------- | ------------- | ------------- |
| 1 | Volta Redonda | 10            | 5             | 3             | 1             | 1             | 5             | 2             | 3             |
| 2 | Botafogo      | 10            | 5             | 3             | 1             | 1             | 7             | 5             | 2             |
| 3 | Vasco da Gama | 8             | 5             | 2             | 2             | 1             | 8             | 5             | 3             |
| 4 | Friburguense  | 7             | 5             | 2             | 1             | 2             | 5             | 6             | -1            |
| 5 | América       | 5             | 5             | 1             | 2             | 2             | 6             | 8             | -2            |
| 6 | Portuguesa    | 1             | 5             | 0             | 1             | 4             | 2             | 7             | -5            |
| PG - pontos ganhos; J - jogos; V - vitórias; E - empates; D - derrotas; GP - gols pró; GC - gols contra; SG - saldo de gols |               |               |               |               |               |               |               |               |               |

Grupo B
| Classificação | Classificação | Classificação | Classificação | Classificação | Classificação | Classificação | Classificação | Classificação | Classificação |
| Time | Time          | PG            | J             | V             | E             | D             | GP            | GC            | SG            |
| --- | ------------- | ------------- | ------------- | ------------- | ------------- | ------------- | ------------- | ------------- | ------------- |
| 1 | Americano     | 12            | 5             | 4             | 0             | 1             | 8             | 4             | 4             |
| 2 | Cabofriense   | 9             | 5             | 3             | 0             | 2             | 8             | 4             | 4             |
| 3 | Madureira     | 9             | 5             | 3             | 0             | 2             | 6             | 6             | 0             |
| 4 | Fluminense    | 5             | 5             | 1             | 2             | 2             | 9             | 10            | -1            |
| 5 | Olaria        | 4             | 5             | 1             | 1             | 3             | 8             | 8             | 0             |
| 6 | Flamengo      | 4             | 5             | 1             | 1             | 3             | 5             | 9             | -4            |
| PG - pontos ganhos; J - jogos; V - vitórias; E - empates; D - derrotas; GP - gols pró; GC - gols contra; SG - saldo de gols |               |               |               |               |               |               |               |               |               |

##### Fase Final da Taça Guanabara
- Em negrito os times vencedores das partidas. Na final, não houve vantagem de empate para nenhuma equipe.

|  | Semifinais    | Semifinais    |       |  | Final                   | Final |  |
|  |               |               |       |  |                         |       |  |
|  |               |               |       |  |                         |       |  |
|  | Americano     | 2             |       |  |                         |       |  |
|  | Botafogo      | 1             |       |  |                         |       |  |
|  |               |               |       |  |                         |       |  |
|  |               |               |       |  |                         |       |  |
|  |               |               |       |  | Americano Futebol Clube | 0 (2) |  |
|  |               | Volta Redonda | 0 (3) |  |                         |       |  |
|  |               |               |       |  |                         |       |  |
|  |               |               |       |  |                         |       |  |
|  |               |               |       |  |                         |       |  |
|  |               |               |       |  |                         |       |  |
|  | Volta Redonda | 2             |       |  |                         |       |  |
|  | Cabofriense   | 0             |       |  |                         |       |  |

Ficha Técnica da Final da Taça Guanabara
- Esta partida ficou conhecida como Festa do Interior, já que não contou com a presença de nenhum dos quatro grandes clubes da capital.[1]

| 20 de Fevereiro, de 2005 | Americano | 0 – 0 (2–3 Pênaltis) | Volta Redonda | Estádio do Maracanã, Rio de Janeiro Público: 35.541                                   |
|                          |           | Relatório            |               | Árbitro: Luís Antônio da Silva Santos Assistentes: Edinei Guerreiro e Jorge Luis Roxo |

|                                                        |       | Penalidades                              |  |
| Washington: Adriano Sela: Lucas: Edinho: Leandro Sena: | 2 – 3 | Fábio: Alemão: Maciel: Schneider: Élson: |  |

| Americano | Volta Redonda |

|                |    |               |  |  |
|                |    |               |  |  |
| G              | 1  | Erivélton     |  |  |
| Z              | 2  | Edinho        |  |  |
| Z              | 3  | Ciro          |  |  |
| Z              | 4  | Eder          |  |  |
| V              | 6  | Flavinho      |  |  |
| V              | 5  | Indio         |  |  |
| V              | 8  | Kim           |  |  |
| M              | 7  | Flávio Santos |  |  |
| M              | 9  | Leandro Sena  |  |  |
| M              | 10 | Butti         |  |  |
| A              | 11 | Marco Antônio |  |  |
| Substituições: |    |               |  |  |
|                |    | Adriano Sela  |  |  |
|                |    | Lucas         |  |  |
|                |    | Washington    |  |  |
| Treinador:     |    |               |  |  |
| Rubens Filho   |    |               |  |  |

|                |    |                 |  |  |
|                |    |                 |  |  |
| G              | 1  | Lugão           |  |  |
| LD             | 2  | Schneider       |  |  |
| Z              | 3  | Aílson          |  |  |
| Z              | 4  | Alemão          |  |  |
| LE             | 6  | Maciel          |  |  |
| V              | 5  | Jonílson        |  |  |
| V              | 8  | Haroldo         |  |  |
| M              | 10 | Gláuber         |  |  |
| M              | 7  | Mário César     |  |  |
| A              | 9  | Humberto        |  |  |
| A              | 11 | Túlio           |  |  |
| Substituições: |    |                 |  |  |
| M              |    | Élson           |  |  |
| M              |    | Adriano Felício |  |  |
| A              |    | Fábio           |  |  |
| Treinador:     |    |                 |  |  |
| Dário Lourenço |    |                 |  |  |

#### Segunda fase (Taça Rio)
Grupo A
| Classificação | Classificação | Classificação | Classificação | Classificação | Classificação | Classificação | Classificação | Classificação | Classificação |
| Time | Time          | PG            | J             | V             | E             | D             | GP            | GC            | SG            |
| --- | ------------- | ------------- | ------------- | ------------- | ------------- | ------------- | ------------- | ------------- | ------------- |
| 1 | Volta Redonda | 13            | 6             | 4             | 1             | 1             | 11            | 10            | 1             |
| 2 | Vasco da Gama | 11            | 6             | 3             | 2             | 1             | 13            | 10            | 3             |
| 3 | Botafogo      | 11            | 6             | 3             | 2             | 1             | 11            | 10            | 1             |
| 4 | Portuguesa    | 9             | 6             | 3             | 0             | 3             | 5             | 8             | -3            |
| 5 | Friburguense  | 5             | 6             | 1             | 2             | 3             | 8             | 12            | -4            |
| 6 | América       | 5             | 6             | 1             | 2             | 3             | 4             | 9             | -5            |
| PG - pontos ganhos; J - jogos; V - vitórias; E - empates; D - derrotas; GP - gols pró; GC - gols contra; SG - saldo de gols |               |               |               |               |               |               |               |               |               |

Grupo B
| Classificação | Classificação | Classificação | Classificação | Classificação | Classificação | Classificação | Classificação | Classificação | Classificação |
| Time | Time          | PG            | J             | V             | E             | D             | GP            | GC            | SG            |
| --- | ------------- | ------------- | ------------- | ------------- | ------------- | ------------- | ------------- | ------------- | ------------- |
| 1 | Fluminense    | 15            | 6             | 5             | 0             | 1             | 20            | 6             | 14            |
| 2 | Flamengo      | 9             | 6             | 2             | 3             | 1             | 10            | 7             | 3             |
| 3 | Americano     | 7             | 6             | 2             | 1             | 3             | 6             | 7             | -1            |
| 4 | Cabofriense   | 7             | 6             | 2             | 1             | 3             | 11            | 15            | -4            |
| 5 | Madureira     | 5             | 6             | 1             | 2             | 3             | 7             | 10            | -3            |
| 6 | Olaria        | 2             | 6             | 0             | 2             | 4             | 5             | 11            | -6            |
| PG - pontos ganhos; J - jogos; V - vitórias; E - empates; D - derrotas; GP - gols pró; GC - gols contra; SG - saldo de gols |               |               |               |               |               |               |               |               |               |

##### Fase Final da Taça Rio
- Em negrito os times vencedores das partidas. Na final, não houve vantagem de empate para nenhuma equipe.

|  | Semifinais    | Semifinais |   |  | Final      | Final |  |
|  |               |            |   |  |            |       |  |
|  |               |            |   |  |            |       |  |
|  | Fluminense    | 1 (8)      |   |  |            |       |  |
|  | Vasco da Gama | 1 (7)      |   |  |            |       |  |
|  |               |            |   |  |            |       |  |
|  |               |            |   |  |            |       |  |
|  |               |            |   |  | Fluminense | 4     |  |
|  |               | Flamengo   | 1 |  |            |       |  |
|  |               |            |   |  |            |       |  |
|  |               |            |   |  |            |       |  |
|  |               |            |   |  |            |       |  |
|  |               |            |   |  |            |       |  |
|  | Volta Redonda | 0          |   |  |            |       |  |
|  | Flamengo      | 1          |   |  |            |       |  |

Ficha Técnica da Final da Taça Rio
| 3 de abril de 2005. | Fluminense                                                     | 4 – 1    | Flamengo    | Estádio do Maracanã, Rio de Janeiro |
|                     | Tuta 49' · Leandro 51' · Alex Terra 71' · Preto Casagrande 74' | Detalhes | Zinho 90+1' | Público: 74,650 (65,672 pagantes) Renda: R$ 501.236,00 Árbitro: RJ Luís Antônio da Silva Santos Assistente 1: RJ Edinei Guerreiro Assistente 2: RJ Jorge Luis Roxo |

| Fluminense | Flamengo |

|                |    |                |                               |             |
|                |    |                |                               |             |
| G              | 1  | Kléber         |                               |             |
| LD             | 2  | Gabriel        |                               |             |
| Z              | 3  | Fabiano Eller  |                               |             |
| Z              | 4  | Antônio Carlos | Penalizado com cartão amarelo |             |
| LE             | 6  | Juan           |                               |             |
| V              | 5  | Marcão         |                               |             |
| V              | 8  | Arouca         |                               | Substituído |
| M              | '  | Diego Souza    | Penalizado com cartão amarelo |             |
| M              | 7  | Juninho        |                               | Substituído |
| A              | 11 | Leandro        | Penalizado com cartão amarelo |             |
| A              | 9  | Tuta           | Expulso                       |             |
| Substituições: |    |                |                               |             |
| A              |    | Rodrigo Tiuí   | Entrou em campo               |             |
| Treinador:     |    |                |                               |             |
| Abel Braga     |    |                |                               |             |

|                |    |                 |                 |             |
|                |    |                 |                 |             |
| G              | 1  | Diego           |                 |             |
| LD             | 2  | Ricardo Lopes   |                 |             |
| Z              | 3  | Rodrigo Arroz   |                 |             |
| Z              | 4  | Fabiano         |                 |             |
| LE             | 6  | André Santos    |                 | Substituído |
| V              | 5  | Da Silva        |                 |             |
| V              | 8  | Júnior          |                 | Substituído |
| M              | '  | Jônatas         |                 |             |
| M              |    | Fellype Gabriel |                 |             |
| A              | 9  | Dimba           |                 |             |
| A              | 11 | Marcos Denner   |                 | Substituído |
| Substituições: |    |                 |                 |             |
| M              | 10 | Zinho           | Entrou em campo |             |
| M              |    | Adrianinho      | Entrou em campo |             |
| A              |    | Geninho         | Entrou em campo |             |
| Treinador:     |    |                 |                 |             |
| Cuca           |    |                 |                 |             |

#### FINAL
1.º JOGO
| 10 de abril de 2005. | Volta Redonda                                        | 4 – 3      | Fluminense                                             | Estádio do Maracanã, Rio de Janeiro                                                                |
|                      | Leo Guerra 45' 84' · Adriano Felício 61' · Túlio 76' | Reportagem | Preto Casagrande 1' · Mário César 5' (g.c.) · Tuta 88' | Público: 37,955 pagantes Renda: R$ 538.894 Árbitro: RJ Djalma Beltrami Assistente 1: Assistente 2: |

| Volta Redonda | Fluminense |

|                |    |                 |                               |             |
|                |    |                 |                               |             |
| G              | 1  | Lugão           |                               |             |
| LD             | 2  | Schneider       |                               |             |
| Z              | 3  | Aílson          |                               |             |
| Z              | 4  | Alemão          |                               |             |
| LE             | 6  | Maciel          |                               | Substituído |
| V              | 5  | Jonílson        |                               |             |
| V              | 7  | Mário César     |                               | Substituído |
| M              | 10 | Gláuber         | Penalizado com cartão amarelo |             |
| M              | 17 | Adriano Felício |                               | Substituído |
| A              | 20 | Leo Guerra      |                               |             |
| A              | 11 | Túlio Maravilha |                               |             |
| Substituições: |    |                 |                               |             |
| Z              | 15 | Hamilton        | Entrou em campo               |             |
| M              | 19 | Élson           | Entrou em campo               |             |
| A              | 22 | Valtinho        | Entrou em campo               |             |
| Treinador:     |    |                 |                               |             |
| Dário Lourenço |    |                 |                               |             |

|                |    |                  |                               |             |
|                |    |                  |                               |             |
| G              | 1  | Kléber           |                               |             |
| LD             | 2  | Gabriel          |                               |             |
| Z              | '  | Igor             |                               |             |
| Z              | 4  | Antônio Carlos   |                               |             |
| LE             | 6  | Lino             | Penalizado com cartão amarelo |             |
| V              | 5  | Marcão           | Penalizado com cartão amarelo |             |
| V              | 8  | Arouca           |                               | Substituído |
| M              | '  | Maicon           |                               | Substituído |
| M              | 7  | Preto Casagrande | Penalizado com cartão amarelo | Substituído |
| A              | 11 | Leandro          | Penalizado com cartão amarelo |             |
| A              | 9  | Tuta             | Penalizado com cartão amarelo |             |
| Substituições: |    |                  |                               |             |
| LE             |    | Leandro Eugênio  | Entrou em campo               |             |
| M              |    | Radamés          | Entrou em campo               |             |
| A              |    | Alex Terra       | Entrou em campo               |             |
| Treinador:     |    |                  |                               |             |
| Abel Braga     |    |                  |                               |             |

2.º JOGO
| 17 de abril de 2005. | Fluminense                                              | 3 – 1            | Volta Redonda | Estádio do Maracanã, Rio de Janeiro                                                                                              |
|                      | Aílson 45+3' (g.c.) · Marcão 67' · Antônio Carlos 90+2' | Reportagem Video | Fábio 9'      | Público: 63,762 pagantes (70,830 presentes) Renda: R$ 845.290,00 Árbitro: RJ Edilson Soares da Silva Assistente 1: Assistente 2: |

| Fluminense | Volta Redonda |

|                |    |                              |                               |             |
|                |    |                              |                               |             |
| G              | 1  | Kléber                       |                               |             |
| LD             | 2  | Gabriel                      |                               |             |
| Z              | 3  | Fabiano Eller                |                               |             |
| Z              | 4  | Antônio Carlos               | Penalizado com cartão amarelo |             |
| LE             | 6  | Juan Maldonado Jaimez Júnior |                               |             |
| V              | 5  | Marcão                       |                               |             |
| V              | 8  | Arouca                       |                               | Substituído |
| M              | '  | Diego Souza                  | Penalizado com cartão amarelo |             |
| M              | 7  | Juninho                      |                               | Substituído |
| A              | 11 | Leandro                      | Penalizado com cartão amarelo |             |
| A              | 9  | Tuta                         | Expulso                       |             |
| Substituições: |    |                              |                               |             |
| A              |    | Rodrigo Tiuí                 | Entrou em campo               |             |
| Treinador:     |    |                              |                               |             |
| Abel Braga     |    |                              |                               |             |

|                |    |                 |                               |             |
|                |    |                 |                               |             |
| G              | 1  | Lugão           |                               |             |
| LD             | 2  | Schneider       |                               |             |
| Z              | 3  | Aílson          | Penalizado com cartão amarelo |             |
| Z              | 4  | Alemão          | Penalizado com cartão amarelo |             |
| LE             | 6  | Maciel          |                               | Substituído |
| V              | 5  | Jonílson        |                               |             |
| V              | 7  | Mário César     | Expulso                       |             |
| M              | 10 | Gláuber         |                               |             |
| M              | 17 | Adriano Felício |                               | Substituído |
| A              | 9  | Fábio           |                               | Substituído |
| A              | 11 | Túlio Maravilha | Penalizado com cartão amarelo |             |
| Substituições: |    |                 |                               |             |
| Z              | 15 | Hamilton        | Entrou em campo               |             |
| M              | 19 | Élson           | Entrou em campo               |             |
| A              | 21 | Micão           | Entrou em campo               |             |
| Treinador:     |    |                 |                               |             |
| Dário Lourenço |    |                 |                               |             |

#### Classificação final
| 1  | Fluminense (CAMPEÃO) |
| 2  | Volta Redonda        |
| 3  | Botafogo             |
| 4  | Americano            |
| 5  | Vasco da Gama        |
| 6  | Cabofriense          |
| 7  | Madureira            |
| 8  | Flamengo             |
| 9  | Friburguense         |
| 10 | Portuguesa           |
| 11 | América              |
| 12 | Olaria               |

|  |           |
|  | Campeão   |
|  | Rebaixado |

### Premiação
A premiação do Campeonato Carioca 2005 recebeu diversas personalidades, como Carlos Alberto Parreira e Zagallo, respectivamente treinador e coordenador técnico da seleção brasileira. Foi realizada no Palácio das Laranjeiras, uma das sedes do governo estadual do Rio, no dia 19 de abril de 2005.

#### Seleção do Campeonato
| Goleiros/Guarda-Redes | Defensores/Defesas                                                                         | Meias/Médios                                                                         | Atacantes/Avançados                                       |
| --------------------- | ------------------------------------------------------------------------------------------ | ------------------------------------------------------------------------------------ | --------------------------------------------------------- |
| Lugão (Volta Redonda) | Gabriel (Fluminense) Júnior Baiano (Flamengo) Fabiano Eller (Fluminense) Juan (Fluminense) | Túlio (Botafogo) Marcão (Fluminense) Gláuber (Volta Redonda) Renato Abreu (Flamengo) | Alex Dias (Vasco da Gama) Túlio Maravilha (Volta Redonda) |

- Fonte: GloboEsporte.com[2]

#### Destaques Individuais
| Craque do Campeonato | Artilheiro            | Melhor Treinador               | Melhor Árbitro          | Jogador Revelação         |
| -------------------- | --------------------- | ------------------------------ | ----------------------- | ------------------------- |
| Gabriel (Fluminense) | Túlio (Volta Redonda) | Dário Lourenço (Volta Redonda) | Edílson Soares da Silva | Schneider (Volta Redonda) |

- Fonte: GloboEsporte.com[2]

## Segunda divisão

### Fórmula de disputa
Os 14 participantes foram divididos em dois grupos, que disputaram entre si partidas em turno e returno. Os dois primeiros colocados em cada grupo foram classificados para um quadrangular final, também em turno e returno (os primeiros colocados de cada grupo ganharam um ponto extra de bonificação). O campeão do quadrangular tornou-se o campeão da segunda divisão e ganhou acesso à primeira divisão de 2006. O último colocado foi rebaixado para a terceira divisão de 2006.

### Critérios de desempate
Para o desempate entre duas ou mais equipes seguirá a ordem definida abaixo:
- 1º - Número de vitórias
- 2º - Saldo de gols
- 3º - Gols feitos
- 4º - Confronto direto
- 5º - Sorteio

### Classificação

#### Fase classificatória
Grupo A
| Classificação | Classificação | Classificação | Classificação | Classificação | Classificação | Classificação | Classificação | Classificação | Classificação |
| Time | Time          | PG            | J             | V             | E             | D             | GP            | GC            | SG            |
| --- | ------------- | ------------- | ------------- | ------------- | ------------- | ------------- | ------------- | ------------- | ------------- |
| 1 | Bangu         | 26            | 12            | 8             | 2             | 2             | 22            | 8             | 14            |
| 2 | Barreira      | 26            | 12            | 8             | 2             | 2             | 22            | 9             | 13            |
| 3 | Mesquita      | 16            | 12            | 4             | 4             | 4             | 15            | 17            | -2            |
| 4 | Independente  | 16            | 12            | 5             | 1             | 6             | 12            | 17            | -5            |
| 5 | Itaperuna     | 13            | 12            | 3             | 4             | 5             | 13            | 17            | -4            |
| 6 | São Cristóvão | 10            | 12            | 2             | 4             | 6             | 11            | 19            | -8            |
| 7 | Serrano       | 9             | 12            | 2             | 3             | 7             | 8             | 15            | -7            |
| PG - pontos ganhos; J - jogos; V - vitórias; E - empates; D - derrotas; GP - gols pró; GC - gols contra; SG - saldo de gols |               |               |               |               |               |               |               |               |               |

Grupo B
| Classificação | Classificação  | Classificação | Classificação | Classificação | Classificação | Classificação | Classificação | Classificação | Classificação |
| Time | Time           | PG            | J             | V             | E             | D             | GP            | GC            | SG            |
| --- | -------------- | ------------- | ------------- | ------------- | ------------- | ------------- | ------------- | ------------- | ------------- |
| 1 | Nova Iguaçu    | 24            | 12            | 7             | 3             | 2             | 17            | 11            | 6             |
| 2 | Angra dos Reis | 22            | 12            | 7             | 1             | 4             | 18            | 12            | 6             |
| 3 | CFZ do Rio     | 17            | 12            | 5             | 3             | 4             | 19            | 18            | 1             |
| 4 | Goytacaz       | 16            | 12            | 4             | 4             | 4             | 20            | 16            | 4             |
| 5 | Bonsucesso     | 15            | 12            | 5             | 0             | 7             | 14            | 19            | -5            |
| 6 | Céres          | 12            | 12            | 3             | 3             | 6             | 15            | 24            | -9            |
| 7 | Macaé Esporte  | 10            | 12            | 2             | 4             | 6             | 14            | 17            | -3            |
| PG - pontos ganhos; J - jogos; V - vitórias; E - empates; D - derrotas; GP - gols pró; GC - gols contra; SG - saldo de gols |                |               |               |               |               |               |               |               |               |

#### Quadrangular final
| Classificação | Classificação  | Classificação | Classificação | Classificação | Classificação | Classificação | Classificação | Classificação | Classificação |
| Time | Time           | PG            | J             | V             | E             | D             | GP            | GC            | SG            |
| --- | -------------- | ------------- | ------------- | ------------- | ------------- | ------------- | ------------- | ------------- | ------------- |
| 1 | Nova Iguaçu    | 12            | 6             | 3             | 2             | 1             | 7             | 7             | 0             |
| 2 | Bangu          | 10            | 6             | 2             | 3             | 1             | 5             | 4             | 1             |
| 3 | Angra dos Reis | 9             | 6             | 2             | 3             | 1             | 8             | 6             | 2             |
| 4 | Barreira       | 3             | 6             | 1             | 0             | 5             | 5             | 8             | -3            |
| PG - pontos ganhos; J - jogos; V - vitórias; E - empates; D - derrotas; GP - gols pró; GC - gols contra; SG - saldo de gols |                |               |               |               |               |               |               |               |               |

#### Classificação final
| 1  | Nova Iguaçu          |
| 2  | Bangu                |
| 3  | Angra dos Reis       |
| 4  | Boa Vista (Barreira) |
| 5  | CFZ do Rio           |
| 6  | Goytacaz             |
| 7  | Mesquita             |
| 8  | Independente         |
| 9  | Bonsucesso           |
| 10 | Itaperuna            |
| 11 | Céres                |
| 12 | Macaé Esporte        |
| 13 | São Cristóvão        |
| 14 | Serrano              |

|  |           |
|  | Campeão   |
|  | Rebaixado |

## Terceira divisão
Os 14 participantes foram divididos em dois grupos, que disputaram entre si partidas em turno e returno. Os quatro primeiros colocados em cada grupo foram classificados para quartas-de-finais, com dois jogos eliminatórios cada, seguidos por semifinais e final no mesmo sistema. O campeão da terceira divisão foi Estácio de Sá Futebol Clube, que ganhou acesso para a segunda divisão no ano seguinte.